# Rattus pelurus
Rattus pelurus é uma espécie de roedor da família Muridae.
Apenas pode ser encontrada na Indonésia.